# Mynes kotzschi
Mynes kotzschi är en fjärilsart som beskrevs av Johannes Karl Max Röber 1928. Mynes kotzschi ingår i släktet Mynes och familjen praktfjärilar. Inga underarter finns listade i Catalogue of Life.